# Hof van Savoye
L'Hof van Savoyel (Cour de Savoie), ou le Palais de Marguerite d'Autriche, est un palais du XVIe siècle situé à Malines, en Belgique. C'était l'un des premiers bâtiments de la Renaissance en Europe du Nord.

## Localisation
Le palais est situé au Keizerstraat 22 à Malines.

## Historique

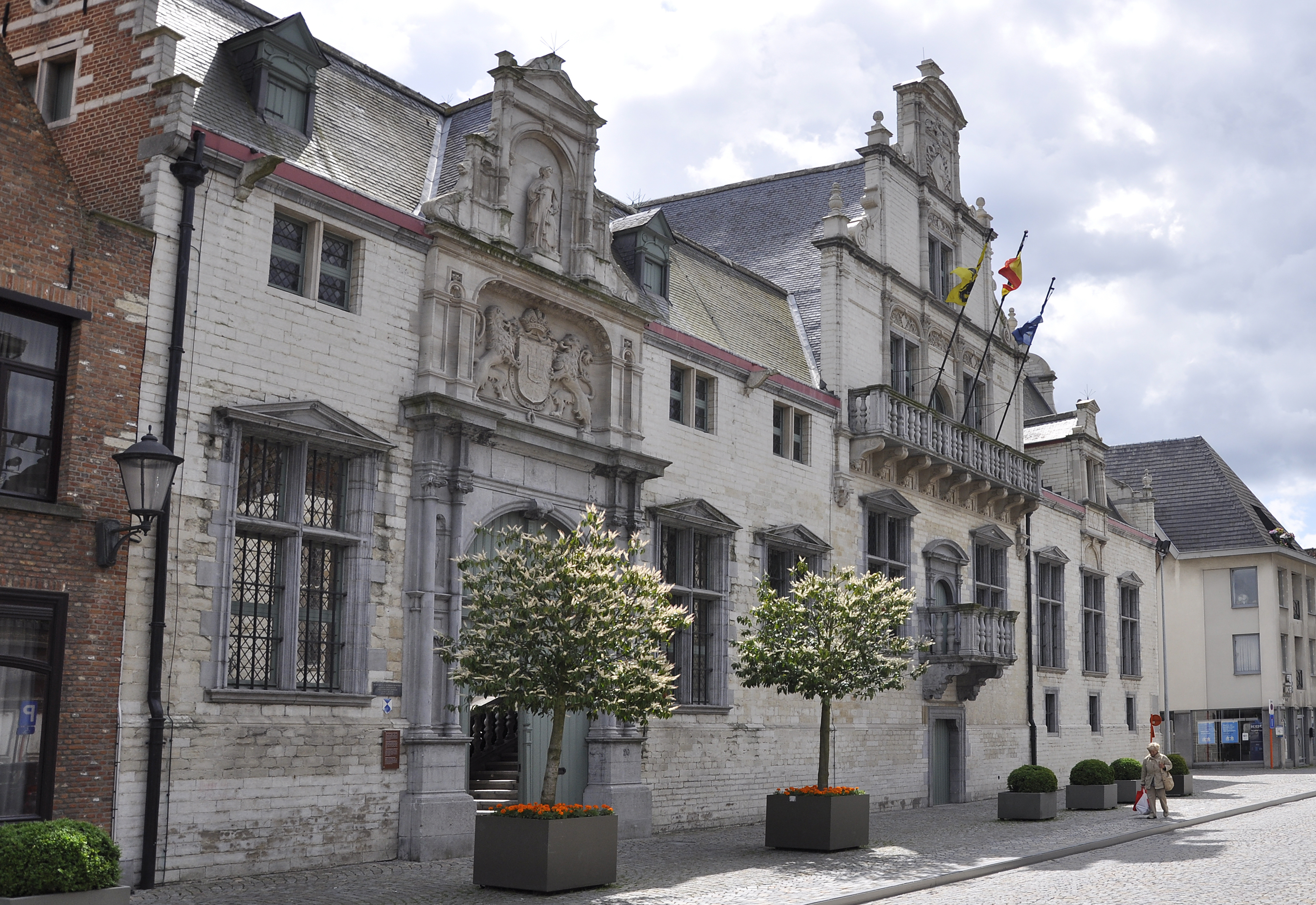

L'historien Eric Ives décrit la cour intérieure et l'aile sud du palais telles qu'Anne Boleyn a dû les voir pendant la scène de son éducation à la cour de Marguerite. Il est le modèle pour le palais de Whitehall comme reconstruit pour Anne dans les années 1530. 
En 1546, l'explosion de la porte de la ville qui contenait le stock de poudre à canon, le Zandpoort (porte de sable), a causé des dommages réparables au palais. Elle est la propriété de la ville jusqu'en 1561. Cette année-là, elle reçoit une nouvelle vocation de résidence d'Antoine Perrenot de Granvelle, premier archevêque de Malines et bras droit de Philippe II.
En 1609, le bâtiment est racheté par la ville et sert de siège au Grand conseil des Pays-Bas de 1616 à 1795.
Le Hof van Savoy est devenu le palais de justice de Malines sous le nom de Gerechtshof (Cour de justice), car il abrite les tribunaux inférieurs (tribunal pénal et civil, juge de paix et tribunal de police).